# Ca' Mazzasette
Ca' Mazzasette è una frazione del comune di Urbino, in provincia di Pesaro e Urbino, nelle Marche.

## Geografia fisica
Si trova a nord rispetto ad Urbino. È situata in una pianura, sul fondo della media valle del fiume Foglia, da cui è lambita a nord. 

## Origini del nome
Il nome potrebbe essere una deformazione del latino medievale "matthia ad septum, osteria con ricovero e indicazione della distanza".

## Storia
Nel territorio della frazione sono state trovati frammenti sporadici di tegole di età romana.
Il 1º novembre 1943 il tentativo nazifascista di arrestare il capo partigiano Erivo Ferri provocò degli scontri in cui morirono due donne e un uomo del posto e un militare tedesco. Ventinove abitanti della frazione furono presi come ostaggi. Venticinque furono liberati nelle settimane successive, anche grazie all'intervento del podestà di Urbino. Gli ultimi quattro fuggirono il 28 dicembre approfittando del bombardamento di Rimini, che colpì anche il carcere dove erano prigionieri.

## Monumenti e luoghi d'interesse
Chiesa di San Paterniano
Si tratta di un'antica chiesa, risalente al X - XI secolo, in stile romanico, ad aula unica con un solo altare.
In origine dipendeva dalla Pieve di San Cassiano di Castelcavallino, poi, dalla metà del XIX secolo, fu ceduta alla chiesa di San Giovanni Battista di Schieti. È stata restaurata agli inizi degli anni novanta del XX secolo.
Torre Cotogna
Massiccia torre di guardia a pianta quadrata di epoca medioevale.

## Economia
Il settore industriale non è particolarmente sviluppato, ma la frazione è molto legata agli insediamenti industriali dei vicini centri della valle, Schieti e Ca' Gallo in primis. Inoltre anche l'agricoltura ed un legame con il settore terziario del capoluogo sono gli altri ambiti dell'economia della frazione.

## Cultura

### Istruzione
- Una scuola dell'infanzia[11], facente parte dell'Istituto Comprensivo Statale "Anna Frank" di Sassocorvaro Auditore.

### Eventi
- Il Paese in Festa, in estate.

## Infrastrutture e trasporti

### Strade
Per la favorevole posizione geografica, Ca' Mazzasette è ben collegata sia con il capoluogo che con gli altri centri della valle ed anche con Pesaro (31 km). Infatti nell'immediate vicinanze della frazione, passano le strade provinciali 9 e 3, la prima la collega con Urbino (12 km), i centri vicini (Ca' Gallo, 1 km, e Schieti, 3 km) e con la seconda, principale arteria stradale della valle, confluente a Montecchio di Vallefoglia (16 km) nella strada provinciale 423, che giunge fino a Pesaro.

### Ferrovie
La frazione sarebbe dovuta essere attraversata dalla linea ferroviaria Urbino - Santarcangelo di Romagna, progettata nella prima metà del XX secolo ma rimasta incompiuta.

## Sport

### Strutture sportive
- Un campo sportivo